# Banca Popolare Pugliese
La Banca Popolare Pugliese (in forma breve, B.P.P.) è una Società Cooperativa per Azioni, operante prevalentemente in Puglia, con sede legale a Parabita (Lecce) e sede amministrativa a Matino (Lecce).
Nasce il 2 giugno 1994, dalla fusione tra la Banca Popolare Sud Puglia e la Banca Popolare di Lecce.
La storia della Banca è, però, più remota, essendo il risultato della fusione di numerose Banche Popolari e Banche di Credito Cooperativo pugliesi e, in particolare, salentine.
All’origine dei processi di aggregazione si collocano la Banca Popolare di Parabita (fondata nel 1888), la Banca Agricola di Matino (fondata nel 1899) e la Banca Popolare cooperativa di Casarano (1899) che danno luogo nel tempo a processi di integrazione con le Banche Popolari di Aradeo, Ceglie Messapica, San Lazzaro di Lecce e San Pietro Vernotico, e con le Banche di Credito Cooperativo di Taviano, Cellino San Marco, San Pancrazio Salentino, Otranto e Ruvo di Puglia.
Negli anni successivi alla sua costituzione la Banca Popolare Pugliese acquisisce da altre aziende di credito 22 filiali nelle province di Foggia, Bari, Lecce, Matera, Campobasso e Chieti. Nel 2015 acquisisce le azioni della Banca del Lavoro e del Piccolo Risparmio di Benevento (6 sportelli in Campania e 1 a Isernia), che verrà, poi, incorporata il 19 ottobre dell’anno successivo.
Le filiali della Banca Popolare Pugliese al 31 dicembre 2017 sono 106.

## Storia
Le origini
La Banca Popolare di Parabita
La Banca Popolare di Parabita, Società Anonima Cooperativa, fu fondata il 15 settembre 1888 ad opera di un gruppo di soci tra i quali Giuseppe Ferrari, a lungo sindaco del suo paese, che ne divenne il primo Presidente. Alla direzione della neonata Banca fu chiamato Francesco Marzano, di cui diremo più avanti. Lo statuto della Banca indicava due obiettivi fondamentali, quello di: 1) procacciare il credito ai soci col mezzo della mutualità e del risparmio; 2) sviluppare le industrie, il commercio e l'agricoltura e specialmente le operazioni che contribuiscono al miglioramento delle classi lavoratrici. Con questi intendimenti, e sotto la guida sagace dei suoi amministratori e del suo direttore, i risultati della Banca furono sorprendenti.
Nei primi decenni di attività, i clienti della Banca erano quasi esclusivamente costituiti da contadini locali, ai quali, a partire dal 1900, la Banca iniziò a somministrare beni in natura, quali il solfato di rame e lo zolfo ramato. Il relativo costo era pagato a fine raccolto. Questo servizio era doppiamente vantaggioso per i soci: non li assoggettava alla speculazione privata con l'inevitabile aumento esorbitante dei prezzi; li metteva nella condizione di estinguere il debito nel momento in cui avevano la possibilità di farlo.
La Banca aveva ben recepito ed applicato nella realtà economica in cui operava i principi della cooperazione e della mutualità propugnati da Luigi Luzzatti, il capostipite del “credito popolare” in Italia. Proseguendo su questa strada, i risultati conseguiti negli anni successivi furono lusinghieri ed i consensi verso la Banca aumentarono sempre più.
Il personaggio più rappresentativo della Banca in quegli anni fu certamente l’economista parabitano Francesco Marzano, che pubblicò, ben prima di De Viti De Marco, un “Compendio di Scienza delle Finanze”, una delle prime composizioni del genere in Europa data alle stampe prima dalla Camera dei Deputati e, poi, dalla Utet.
Fu autore anche di molti testi di Economia Politica sia di carattere locale sia di carattere generale. Fondamentali i suoi studi sull’Economia del Salento, nonché le sue pubblicazioni sull’agricoltura pugliese prima e nazionale poi. Fu il primo Segretario Generale della Camera di Commercio di Lecce, animatore del Circolo Democratico i cui protagonisti avevano pubblicato a Parabita un settimanale, “L’Alba”, dal 1884 al 1886. Successivamente, si spostò nel capoluogo, dove ebbe ancora modo di farsi apprezzare per le sue doti di consulente e docente di Economia.
La Banca Agricola di Matino
Il 5 novembre 1899, per atto notar Salvatore Ponzetta, fu costituito il Consorzio Agrario Cooperativo di Matino, per alleviare le difficoltà degli agricoltori del posto, chiamati a fronteggiare i danni provocati dall’imperversare della fillossera, che colpì in quegli anni i vigneti del Salento.
Nacque con l’intento di “acquistare per conto proprio e distribuire ai propri soci e possibilmente agli agricoltori in genere, merci, prodotti, attrezzi, macchine, scorte vive e morte occorrenti all’esercizio dell’agricoltura ed al consumo delle famiglie contadine; vendere per conto dei soci e possibilmente per conto dei terzi i prodotti agrari in genere; acquistare macchine, attrezzi, ecc. per darli in prestito o in affitto; facilitare le operazioni di Credito Agrario dei propri soci”.
Dopo la Grande Guerra giunge la grande crisi e il Sud, sempre strutturalmente debole, ne risente pesantemente. Le società cooperative tentano, come possono, di arginare i pesanti disagi di larghi strati della popolazione, primi fra tutti quelli degli agricoltori.
Giunge, così, anche per il Consorzio di Matino un momento difficile.
Sono gli anni in cui le parole e le dichiarazioni d’intenti non bastano a sfamare la gente, accorrono aziende che sanno stare sui mercati, occorrono azioni concrete e flessibilità di adattamento alle mutevoli condizioni, occorre infine il coraggio di agire, anche rischiando in proprio.
Per risollevare le sorti del Consorzio, il primo gennaio 1926 è chiamato a dirigerlo un giovane del posto: Giorgio Primiceri, che l’anno prima si era laureato in Economia e Commercio presso l’Università Commerciale Luigi Bocconi.
Giorgio Primiceri mise a disposizione del Consorzio le sue doti, prima fra tutte la capacità, che lo accompagnerà per tutta la sua vita professionale, di utilizzare la sua posizione, nella salvaguardia degli interessi dei soci e dei depositanti, come strumento di promozione economica e sociale e come mezzo per consentire a chi avesse dimostrato di averne le capacità, di lanciarsi nel mare aperto dell’attività imprenditoriale.
Lo strumento di cui disponeva, il Consorzio, rischiò per un Decreto Legge dell’autunno del 1938 di scomparire, confluendo nei neonati Consorzi Agrari Provinciali. A quel punto, con molto coraggio, Giorgio Primiceri difese l’autonomia del Consorzio scindendolo in due aziende, la Cooperativa fra Produttori Agricoli di Matino, che assunse la gestione delle attività commerciali ed industriali legate all’agricoltura, e la Banca Agricola di Matino, che assunse la gestione delle attività di raccolta del risparmio e di concessione del credito.
Dopo il secondo conflitto mondiale la piccola Banca Agricola di Matino svolse appieno il proprio ruolo: operò con coraggio e lungimiranza nel Salento per incoraggiare il risparmio e promuovere le iniziative imprenditoriali.
Cominciò da lì la crescita accentuata dell’Azienda, che Giorgio Primiceri continuò a dirigere sino al 1º gennaio 1972, quando fu nominato all’unanimità Presidente, carica che conservò fino al 1º marzo 1984.
Gli sviluppi successivi: la costituzione della “Popolare Pugliese”
Le due Banche, che abbiamo visto nascere, crescono e si sviluppano, non solo per linee interne, ma anche per linee esterne, aggregando nel tempo altre Banche Popolari o di Credito Cooperativo.
La Banca Popolare di Parabita si fonde con la Banca Agricola Popolare di Aradeo e assume la ragione sociale di Banca Popolare di Parabita ed Aradeo [29.12.1981]. Successivamente integra la Banca Popolare di Ceglie Messapica e diventa Banca Popolare di Lecce [29.12.1988].
La Banca Agricola di Matino, dapprima incorpora la Cassa Rurale di Taviano e poi la Banca Popolare San Lazzaro di Lecce, modificando la propria denominazione in Banca Agricola Popolare di Matino e Lecce [06.08.1971]. Dopo la fusione con la Banca Popolare di San Pietro Vernotico assume la ragione sociale di Banca Popolare Sud Puglia [28.12.1982].
Le due Banche, come risultanti dai processi di fusione per unione o per incorporazione di cui si è fatto cenno, si uniscono a loro volta, dando vita il 2 giugno 1994 all’odierna Banca Popolare Pugliese.
La Storia recente
La Banca Popolare Pugliese fu costituita in un tempo di grandi trasformazioni, quando le Autorità monetarie nazionali, sotto la spinta della legislazione comunitaria, liberalizzarono l'apertura degli sportelli bancari e, più in generale, sancirono la libertà d'insediamento delle Banche.
Le difficoltà derivanti dalla liberalizzazione indussero l’Autorità di Vigilanza a suggerire alle realtà bancarie di minori dimensioni di confluire in banche più grandi o di integrarsi fra loro, al fine di crescere, diventando, così, più resilienti.
E fu così che in quel periodo i grandi Istituti di Credito nazionali estesero la loro presenza sul territorio pugliese aprendo propri sportelli, ma soprattutto incorporando molte Banche locali.
Tutto questo portò alla profonda trasformazione del sistema locale del credito, che vide la scomparsa di quasi tutte le Banche private della Regione, di cui ben nove nel Salento (Banca Tamborino, Banca Tamborino Sangiovanni, Banca Leuzzi & Megha, Banca Arditi Galati, Banca Agricola Salentina, Banca Vallone, Banca Mongiò, Banca Venturi e Banca del Salento), retaggio storico delle grandi famiglie nobili ed agrarie del luogo.
La Banca Popolare Pugliese nacque grazie alla scelta lungimirante degli uomini che in quegli anni guidavano le due Popolari più importanti del Salento: la Banca Popolare di Lecce e la Banca Popolare Sud Puglia.
Con questa operazione, essi vollero preservare l'autonomia e l'indipendenza del credito nella terra d'origine, consapevoli che solo la conoscenza diretta della realtà sociale ed imprenditoriale del territorio può dare valore aggiunto alle leggi spesso impersonali che regolano la materia.
La nuova Banca ha le sue radici nel Salento, ma guarda a nord, volendo assumere un ruolo regionale, senza rinnegare, però, i principi del credito cooperativo: mutualità e voto capitario.
Il credito cooperativo, non ha veri padroni, chi lo possiede è una moltitudine di uomini che con il loro piccolo contributo si associano per raggiungere una finalità comune. Nelle assemblee ogni socio ha un voto, a prescindere dal numero di azioni possedute.
Con questo spirito, la “Popolare Pugliese” negli anni successivi alla sua costituzione:
- ha aggregato le Banche di Credito	Cooperativo di Cellino	San Marco [28.12.1995][5] e di San	Pancrazio Salentino [03.12.1996][5], e successivamente quelle di	Otranto	[28.06.1999][5] e di Ruvo di Puglia [13.12.2006][5];
- ha aperto 13 nuovi sportelli nelle	province di Lecce,	Bari, Brindisi	e Taranto;
- è subentrata nel 2007 a 16 sportelli	di Banca Carime ubicati nelle province di Foggia, Bari, Lecce e	 Matera e nel 2015 ha varcato i confini pugliesi rilevando 6 sportelli di Banca Carim ubicati nelle 	province di Campobasso e Chieti;
- ha acquisito la maggioranza delle	azioni e successivamente incorporato la Banca del Lavoro e del 	Piccolo Risparmio di Benevento, iniziando così ad operare anche in tale provincia e a Isernia.

La Banca è, attualmente, partecipata da circa trentatremila soci, un vero e proprio bene comune, chiamato a rinnovarsi nel tempo senza tradire le proprie origini. I principi etici dichiarati, come appare sul sito e sulle pubblicazioni della Banca, sono la trasparenza e l'orientamento al territorio. Per dare maggior concretezza a questi principi, la Banca pubblicò nel 2000, tra le prime aziende in Italia:
• il Codice Etico, compendio dei diritti e doveri morali, presidio essenziale per l'idoneità del sistema dei controlli interni e del modello organizzativo;
• il Bilancio Sociale, al fine di rendere trasparenti e comprensibili all'interno e all'esterno i programmi, le attività e i risultati raggiunti.
L'avvento di Internet, ha rivoluzionato il sistema delle relazioni ed imposto il varo di servizi fruibili in maniera virtuale. Nasce così, nel 2001, Digibank, la Banca Telematica di Banca Popolare Pugliese, che tramite il canale Internet offre il trading on line (Digiborsa) e l’operatività banking (Digiweb) e attraverso il canale phone banking offre gli stessi servizi tramite telefono (Digicall).
La Banca nel 2001 diede vita, altresì, alla Rete dei Promotori Finanziari e dei Gestori Imprese, individuati all’interno dei propri dipendenti, con l'obiettivo di assistere al meglio la clientela con esigenze più complesse e diversificate.
Questi passaggi storici segnarono nell’Azienda la linea di confine fra il passato e la nuova era, quella della multicanalità.
Nel 2002 fu costituita BPP Service SpA, la società chiamata a salvaguardare i crediti del Gruppo, anche attraverso l'acquisto di immobili o di diritti reali immobiliari di qualunque tipo.
Nel 2003 il progetto di multicanalità, già molto avanzato, portò alla costituzione della Bpp Sviluppo Spa, la società del Gruppo che opererà attraverso una Rete di Agenti in Attività Finanziaria non solo in Puglia, ma anche in Campania, Sicilia, Lazio, Basilicata, Molise, Abruzzo, Toscana, Piemonte, Lombardia e Sardegna, per la promozione e il collocamento di prodotti di credito destinati a Clientela retail.
Lo sforzo di accorciare costantemente la distanza con i propri clienti e l'impegno di accrescere le conoscenze in campo economico-finanziario portò alla nascita, nel 2004, di "BPP Educational", un progetto integrato di educazione finanziaria destinato a diversi target: dai clienti top agli studenti, dai professionisti alle imprese.
“BPP Educational” dal 2008 è stato affiancato da un'altra iniziativa, quella del “Progetto di Educazione Finanziaria – Play Bpp”, un modulo didattico innovativo, indirizzato a giovani maturandi, con l’obiettivo di favorire la migliore conoscenza dei prodotti bancari di base.
Il progetto continua ancora oggi a riscuotere successo, attraverso convegni, work shop ed incontri con le scolaresche. L'attività divulgativa avvicina la Banca agli utenti di oggi e di domani, ai clienti attuali e potenziali attraverso linguaggi mirati. I maggiori risultati si sono registrati nelle scuole superiori, dove una moltitudine di maturandi, in procinto di entrare nelle Università o nel mondo del lavoro, è stata informata e formata ai principali servizi bancari.
Sono numerosissime le iniziative a sfondo sociale e culturale che la Banca intraprende a favore del territorio in cui opera. Fra queste ricordiamo le seguenti:
- nel 2001	la Banca partecipò alla nascita del progetto “Cuore Amico”,	un'esperienza unica nel sociale salentino a beneficio dei bambini	bisognosi di cure o di interventi specialistici nell'area	provinciale. La Banca sarà presente in Cuore Amico per oltre un	decennio;
- nel 2013, dalla consapevolezza di	potere e volere fare di più per i bisogni del proprio territorio,	nacque la Fondazione “Banca Popolare Pugliese – Giorgio	Primiceri” – Onlus, con l’obiettivo primario di fungere da	catalizzatore di risorse favorendo le attività socialmente	orientate, divenendo un vero motore di promozione ed innovazione che	crei valore sociale per il territorio di riferimento.

Dalla pubblicazione ufficiale del "Ventennale BPP" si legge:
"In questi anni di forte turbolenza e deterioramento delle condizioni di mercato, la Banca ha saputo distinguersi perseguendo i propri obiettivi di stabilità e di sviluppo, e tanto ha potuto fare, perché ha potuto contare sulla validità dei propri uomini, sulla solidità dei rapporti con la clientela, restando sempre fedele ai principi del cooperativismo, che vuole il cliente e il socio in primo piano nella definizione delle strategie aziendali.
In una Banca fatta principalmente di persone e di rapporti umani, il valore della relazione è prioritario, questo si legge quotidianamente negli occhi dei circa 1.000 fra Dipendenti e Agenti, degli oltre 230.000 Clienti e degli oltre 30.000 Soci”.
Ecco alcuni numeri della BPP, riferiti al 31 dicembre 2017, per dare il senso della crescita e della dimensione:
• la Rete distributiva della Banca è passata da 54 sportelli iniziali agli attuali 106;
• la Rete di Agenti in Attività Finanziaria è forte di 129 Agenti che operano in 9 Regioni d’Italia;
• la raccolta da clientela diretta e indiretta è di 4 miliardi e 231 milioni di euro;
• i finanziamenti netti alle imprese e alle famiglie si attestano a 2 miliardi e 286 milioni di euro;
• Il patrimonio netto è pari a 366 milioni di euro.

## Regole statutarie
In stretto ossequio degli originari principi delle banche popolari, la Banca Popolare Pugliese ha nel suo statuto le seguenti regole:
- voto capitario: ciascun socio ha un solo voto in assemblea, indipendentemente dalle azioni possedute;
- limiti di partecipazione: ciascun socio non può superare lo 0,50% del capitale sociale;
- destinazione utili in beneficenza: l'art. 51 dello statuto stabilisce la distribuzione in beneficenza di una parte degli utili.

## Dati legali
Codice ABI 05262
Sede Legale: Parabita (Le), via Provinciale per Matino, 5
Sede Amministrativa e Direzione Generale: Matino (Le), Via Luzzatti, 8